# Villas de la Ventosa
Villas de la Ventosa es un municipio español de la provincia de Cuenca, en la comunidad autónoma de Castilla-La Mancha. Tiene un área de 145,42 km² con una población de 280 habitantes (INE 2015) y una densidad de 1,84 hab/km².

## Geografía

### Núcleos de población
Las localidades de este municipio son: Bólliga, Culebras, Fuentesbuenas, Valdecañas, La Ventosa (donde se encuentra el Ayuntamiento) y Villarejo del Espartal.
Dichos núcleos de población eran municipios independientes, hasta su agrupación en uno solo en el año 1973.

## Demografía
Villas de la Ventosa cuenta con una población de 221 habitantes (INE 2024).
| Gráfica de evolución demográfica de Villas de la Ventosa entre 1970 y 2021 |
| |
| Población de derecho según los censos de población del INE Población de hecho según los censos de población del INEEntre el censo de 1970 y el anterior, aparece este municipio porque se fusionan los municipios Bolliga, Culebras, Fuentesbuenas, Ventosa y Villarejo del Espartal |

## Administración
| Periodo   | Nombre                     | Partido |
| --------- | -------------------------- | ------- |
| 2003-2007 | María Dolores Barrios Saiz | PP      |
| 2007-2011 | Leonor Saiz Utanda         | PSOE    |
| 2011-2015 | Caridad Pedraza Muñoz      | PP      |
| 2015-2019 | MªCarmen Salmerón Ferrer   | PP      |
| 2019-2023 | MªCarmen Salmerón Ferrer   | PP      |
| 2023-act. | Julián Lucas Illana        | VOX     |

Por dimisión de la Alcaldesa Caridad Pedraza Muñoz, el día 25 de enero de 2013, toma posesión como Alcaldesa el día 6 de febrero de 2013, Mª Carmen Salmerón Ferrer.

## Galería

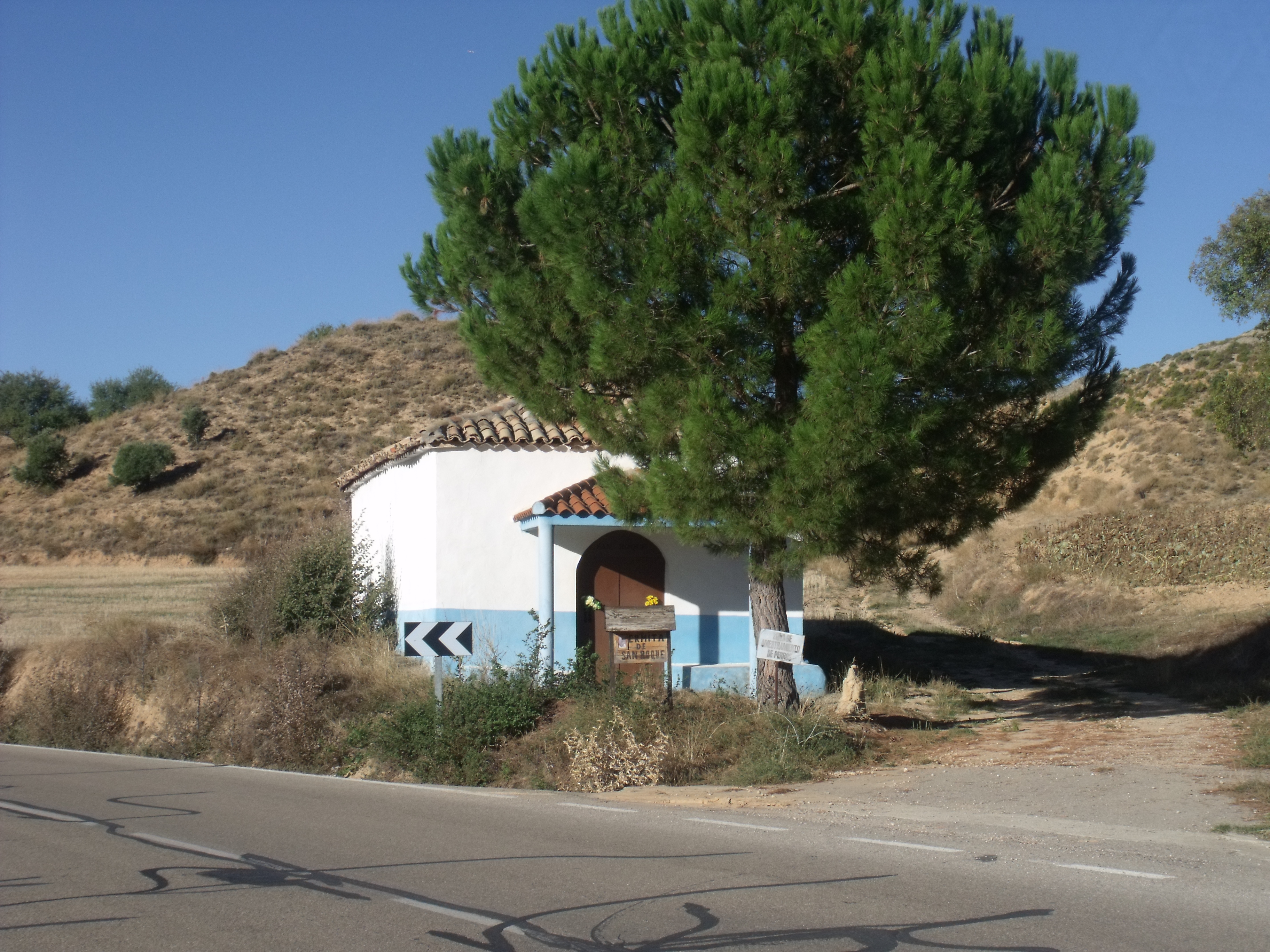
Ermita de San Roque
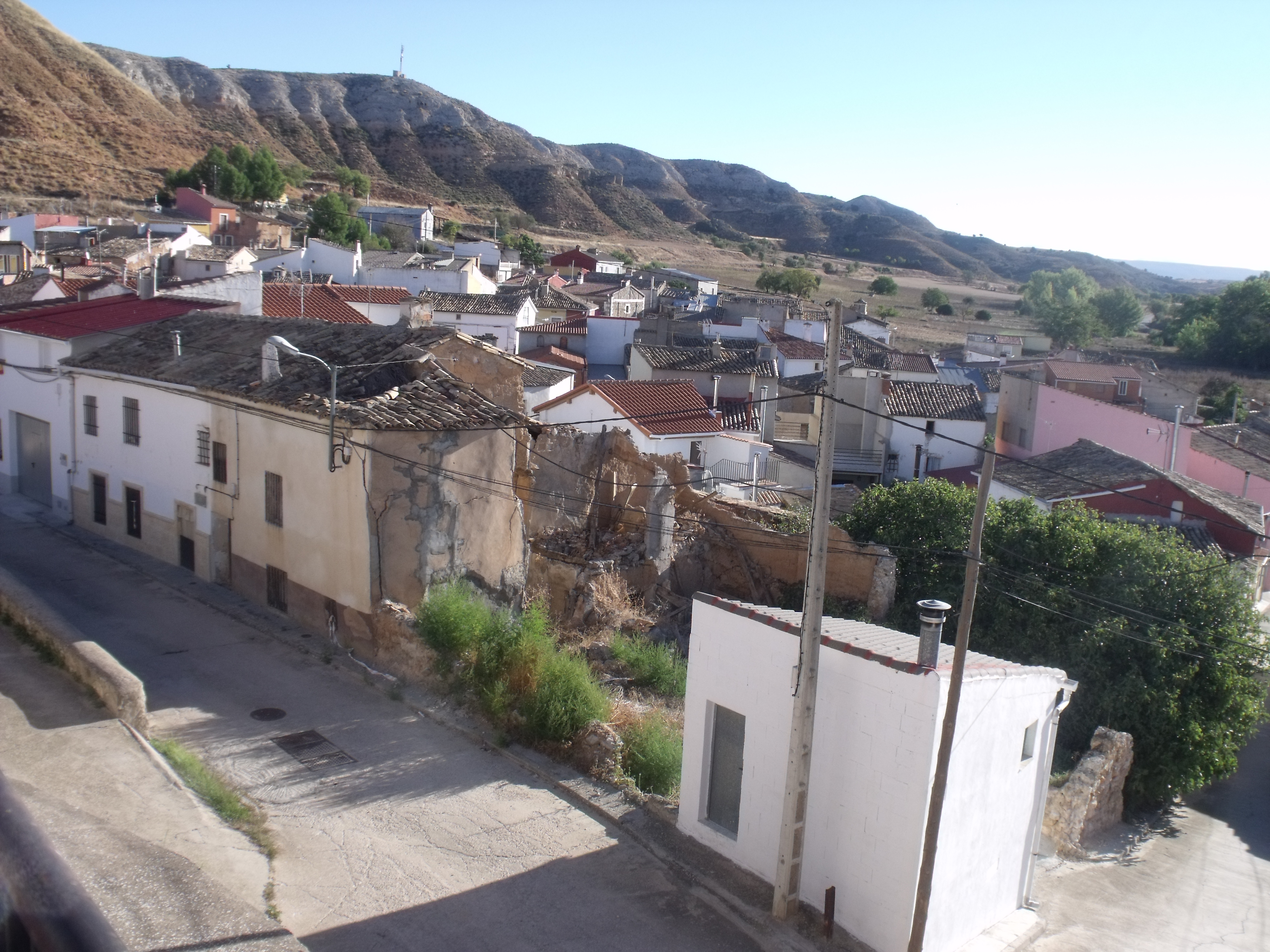
Bólliga
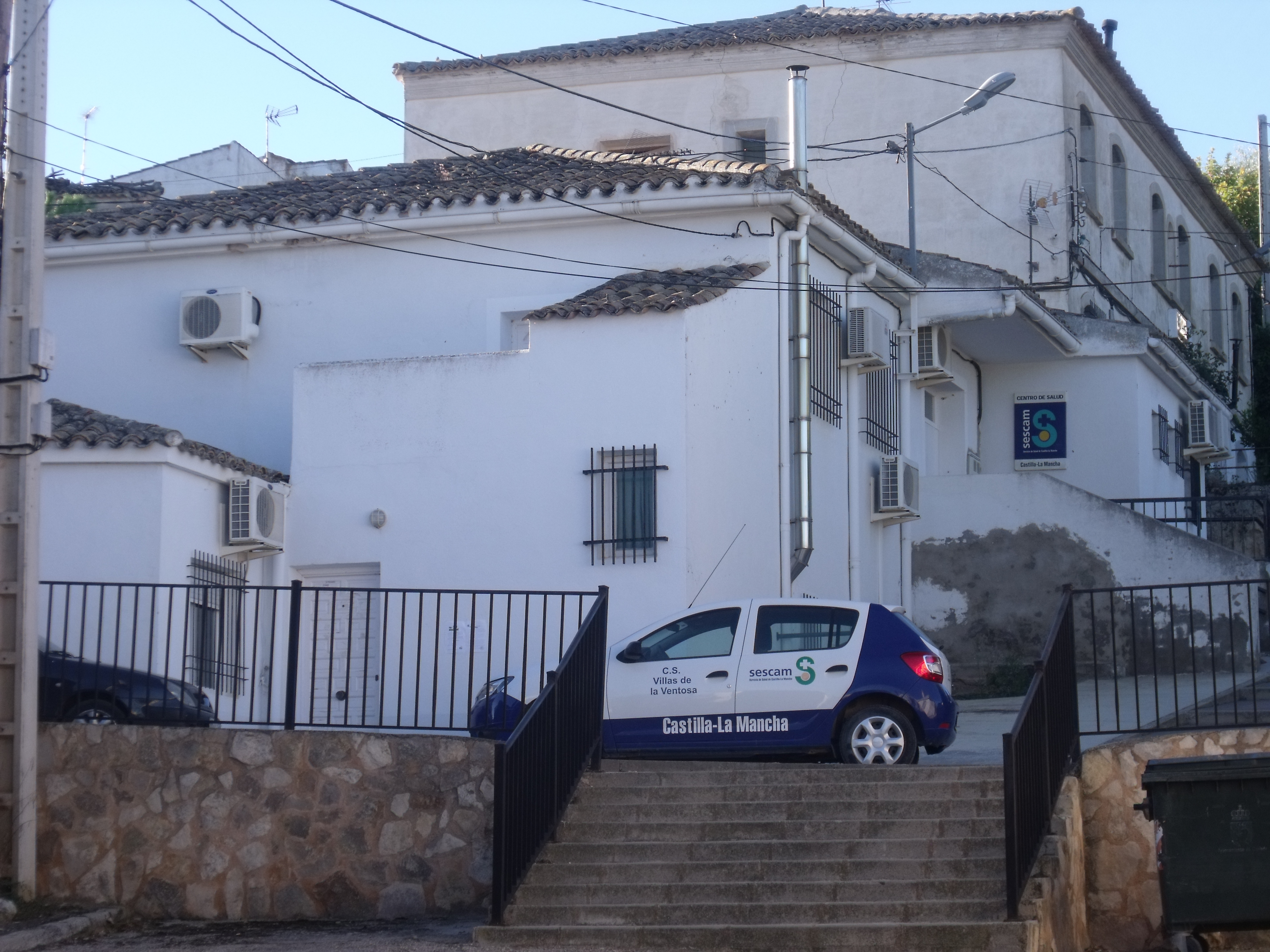
Centro sanitario en La Ventosa